# 3DSync
3DSync — это инструмент для редактирования 3D CAD-данных, выпущенный компанией Siemens PLM Software 18 декабря 2012 г. в составе линейки продуктов Velocity Series наряду с СAD/CAM/CAE-системами Solid Edge, Femap, CAM Express. В его основе, аналогично CAD-системе Solid Edge, лежит синхронная технология. Основное назначение 3DSync — редактирование импортированных моделей деталей и сборок, созданных в любых СAD-системах. Продукт содержит широкий набор трансляторов для импорта файлов из распространённых CAD и нейтральных форматов, а также для экспорта в распространённые нейтральные форматы для обмена отредактированными данными.

## Поддерживаемые форматы

### Нейтральные
- Parasolid
- STEP
- JT
- ACIS (SAT)
- IGES

### Оригинальные
- Ideas
- Inventor part/assembly
- Creo (PRO/ENGINEER) part/assembly
- SolidWorks part/assembly
- NX
- CATIA V4/V5 (в качестве дополнительного модуля)

Возможности моделирования сборок в данном продукте ограничены сокращённым перечнем сборочных связей. Команды параметрического моделирования и функциональность создания чертежей отсутствуют: 3DSync разработан как дополнение к функционалу любых CAD-систем в части работы с импортированной геометрией.

## Видео
3DSync CAD editor: Bewerk geïmporteerde CAD onderdelen.